# Tricoryne humilis
Tricoryne humilis là một loài thực vật có hoa trong họ Thích diệp thụ. Loài này được Endl. miêu tả khoa học đầu tiên năm 1846.